# Propadiè
El propadiè és un compost orgànic amb la fórmula H2C = C = CH2. És l'al·lè simple o compost amb dos adjacents C = C enllaços dobles, i també pot ser identificat, com al·lè. Com un component de gas MAPP, s'ha utilitzat com un combustible per a la soldadura especialitzada.
L'al·lè existeix en equilibri amb el metilacetilè (propí) i la barreja de vegades s'anomena MAPD per methyl acetilene-propadiene:
H₃CC≡CH <<=> H₂C=C=CH₂
per al qual Keq = 0,22 a 270 °C o 0,1 a 5 °C.
El MAPD es produeix com a producte secundari, sovint indesitjable, de la deshidrogenació del propà per produir propè, una matèria inicial important a la indústria química. MAPD interfereix amb la polimerització del propè.